# قائمة مندوبي فلسطين في الأمم المتحدة
مندوب فلسطين لدى الأمم المتحدة هو زعيم الوفد الفلسطيني لدى الأمم المتحدة، والمعروف رسميًا باسم رئيس وفد بعثة المراقب الدائم لدولة فلسطين لدى الأمم المتحدة، ويستخدم أيضًا لقب سفير دولة فلسطين لدى الأمم المتحدة أو المراقب الدائم. يشغل المنصب حاليًا كل من رياض منصور في نيويورك، وإبراهيم خريشة في جنيف.

## التاريخ
في 22 نوفمبر 1974، أقر قرار الجمعية العامة للأمم المتحدة رقم 3236 بحق الشعب الفلسطيني في تقرير المصير والاستقلال الوطني والسيادة في فلسطين. كما اعترف بمنظمة التحرير كممثل شرعي وحيد للشعب الفلسطيني ومنحها مركز مراقب في الأمم المتحدة. تبنت الأمم المتحدة تسمية «فلسطين» لمنظمة التحرير الفلسطينية في عام 1988 اعترافاً بإعلان الاستقلال الفلسطيني، لكن الدولة المعلنة لا تتمتع بعد بوضع رسمي داخل النظام.

نتائج التصويت على وضع مراقب في الأمم المتحدة:

في سبتمبر 2012، قررت فلسطين الاستمرار في رفع مستوى وضعها من «كيان مراقب» إلى «دولة مراقب غير عضو». وفي 27 نوفمبر من السنة نفسها، أعلن أن الطلب قد قُدم رسميا، وأنه سيُطرح للتصويت في الجمعية العامة في 29 نوفمبر، حيث من المتوقع أن تلقى ترقيتها الدعم من أغلبية الدول. وبالإضافة إلى منح فلسطين «مركز دولة غير عضو لها صفة المراقب»، يعرب مشروع القرار«عن أمله في أن ينظر مجلس الأمن على نحو إيجابي في الطلب الذي قدمته دولة فلسطين في 23 سبتمبر 2011 لقبولها عضوا كاملا في الأمم المتحدة، ويؤيد الحل القائم على وجود دولتين على أساس حدود ما قبل عام 1967، ويشدد على ضرورة الاستئناف الفوري للمفاوضات بين الطرفين». وفي يوم الخميس، 29 نوفمبر 2012، بأغلبية 138 صوتا مقابل 9 أصوات (مع امتناع 41 عضوا عن التصويت)، اتخذت الجمعية العامة القرار 67/19 الذي يمنح فلسطين مركز «الدولة المراقبة غير العضو» في الأمم المتحدة.
سمحت الأمم المتحدة لدولة فلسطين بتسمية مكتبها التمثيلي لدى الأمم المتحدة باسم «بعثة المراقب الدائم لدولة فلسطين لدى الأمم المتحدة»، وقد أصدرت فلسطين تعليماتها لدبلوماسييها بتمثيل «دولة فلسطين» رسمياً بدلا من السلطة الوطنية الفلسطينية.
في 17 ديسمبر 2012، أعلن رئيس بروتوكول الأمم المتحدة أن الأمانة العامة ستستخدم تسمية «دولة فلسطين» في جميع وثائق الأمم المتحدة الرسمية، وبالتالي الاعتراف «دولة فلسطين» كاسم رسمي في الأمم المتحدة. عام 2015، رفع علم دولة فلسطين في مقر الأمم المتحدة إلى جانب أعلام باقي الدول الأعضاء في المنظمة.
حتى تاريخ 3 أغسطس 2018، اعترفت 137 دولة من الدول الأعضاء في الأمم المتحدة في دولة فلسطين.

## قائمة أسماء مندوبي فلسطين لدى الأمم المتحدة
فيما يلي قائمة مرتبة ترتيبًا زمنيًا لمندوبي فلسطين لدى الأمم المتحدة في نيويورك
| # | صورة            | اسم المندوب | سنوات الخدمة           | الأمين العام للأمم المتحدة | رئيس منظمة التحرير الفلسطينية |
| - | --------------- | ----------- | ---------------------- | -------------------------- | ----------------------------- |
| 1 |                 | زهدي ترزي   | 1974 - 1982            | كورت فالدهايم              | ياسر عرفات                    |
| 1 | 1982 – 1991     | زهدي ترزي   | خافيير بيريز دي كوييار |                            | ياسر عرفات                    |
| 2 |                 | ناصر القدوة | 1991 – 1997            | بطرس بطرس غالي             | ياسر عرفات                    |
| 2 | 1997 – 2004     | ناصر القدوة | كوفي عنان              |                            | ياسر عرفات                    |
| 2 | 2004 – 2005     | ناصر القدوة | كوفي عنان              | محمود عباس                 |                               |
| 3 |                 | رياض منصور  | 2005 – حتى الآن        | محمود عباس                 | بان كي مون                    |
| 3 | أنطونيو غوتيريس | رياض منصور  | 2005 – حتى الآن        | محمود عباس                 |                               |

وهذه قائمة بمندوبي فلسطين لدى الأمم المتحدة في جنيف
| # | صورة | اسم المندوب        | سنوات الخدمة    | رئيس منظمة التحرير الفلسطينية |
| - | ---- | ------------------ | --------------- | ----------------------------- |
| 1 |      | إبراهيم محمد خريشة | 2008 – حتى الآن | محمود عباس                    |